# Jebel Bou Iblane
Jebel Bou Iblane är ett berg i Marocko.   Det ligger i regionen Fès-Meknès, i den nordöstra delen av landet, 260 km öster om huvudstaden Rabat. Toppen på Jebel Bou Iblane är 3 081 meter över havet.